# ایواتسویچی
ایواتسویچی (به لاتین: Ivatsevichy) یک منطقهٔ مسکونی در بلاروس است که در منطقه بریست واقع شده‌است. ایواتسویچی ۲۲٬۹۵۸ نفر جمعیت دارد و ۱۴۸ متر بالاتر از سطح دریا واقع شده‌است.